# Somague
SOMAGUE es un grupo de empresas portuguesas que actúan en los campos de ingeniería y construcción ferroviaria y portuaria, concesiones de aguas y energía, e inmobiliaria. Actualmente, forma parte del Grupo Sacyr.

## Características
Las empresas que forman el grupo son SOMAGUE Ingeniería, que actúa en los territorios de la construcción y obras públicas; SOMAGUE Ambiente, cuya área de actuación se encuadra en infraestructuras ambientales, como saneamiento, residuos o espacios verdes; y SOMAGUE inmobiliaria, que trata de proyectos y negocios de naturaleza inmobiliaria.
El portafolio de este grupo incluye varios proyectos en Portugal y en el extranjero, especialmente en España y en Brasil.

## Evolución histórica
En 1947, el empresario José Vaz Guedes forma la Sociedad de Empreitadas Moniz da Maia, Duarte & Vaz Guedes, Lda., que actuaba en el campo de la construcción. En ese momento, se inició un proceso de inversión público, como forma de recuperación económica después de la Segunda Guerra Mundial. Inicialmente, esta sociedad se centró en la construcción de embalses, comenzando con la Presa de Castelo do Bode, en el Río Cécere. En 1952, la empresa sufre diversas modificaciones estructurales, pasando a denominarse Sociedad de Empreitadas Moniz da Maia & Vaz Guedes, Lda., y a efectuar otros proyectos, como puentes. En 1965, la empresa pasa a ser una sociedad anónima, y, en 1970, es totalmente controlada por la familia Vaz Guedes, que modifica la denominación de la empresa a Sociedad de Empreitadas SOMAGUE, S.A.R.L.. En 1978, se internacionaliza, con la ampliación del Puerto de La Guaira, en Venezuela. En 1987, lanza una Oferta Pública de Venta, en 1993, sufre una nueva restructuración, siendo la Sociedad de Empreitadas SOMAGUE transformada en el holding SOMAGUE SGPS, y constituida en SOMAGUE - Sociedad de Construcciones, S.A.. También en este año, el grupo SOMAGUE pasa a poder desempeñar funciones en las áreas de consultoría y proyecto, operación, mantenimiento y gestión de concesiones. En 2001, se firma un acuerdo con el grupo SyV - Sacyr Vallehermoso, siendo integrada en este grupo en 2004.

## Proyectos efectuados
Embalses
- Presa de Castelo de BodePresa de Castelo de Bode (1947)
- Presa del Ceira (1948)[5]
- Presa del Arade
- Presa del Alqueva (2002)

Puentes

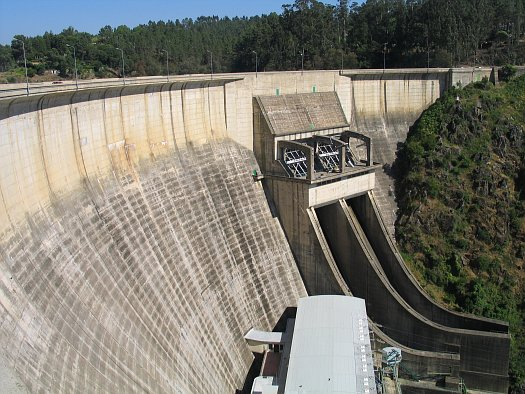
Presa de Castelo de Bode

- Puente del Vale da Ursa (Río Cécere)
- Puente presa del Río Limpopo (Mozambique)
- Puente Vasco da Gama (Lisboa, 1998)
- Puente Reina Santa Isabel (Coímbra, 2004)

Infraestructuras portuarias

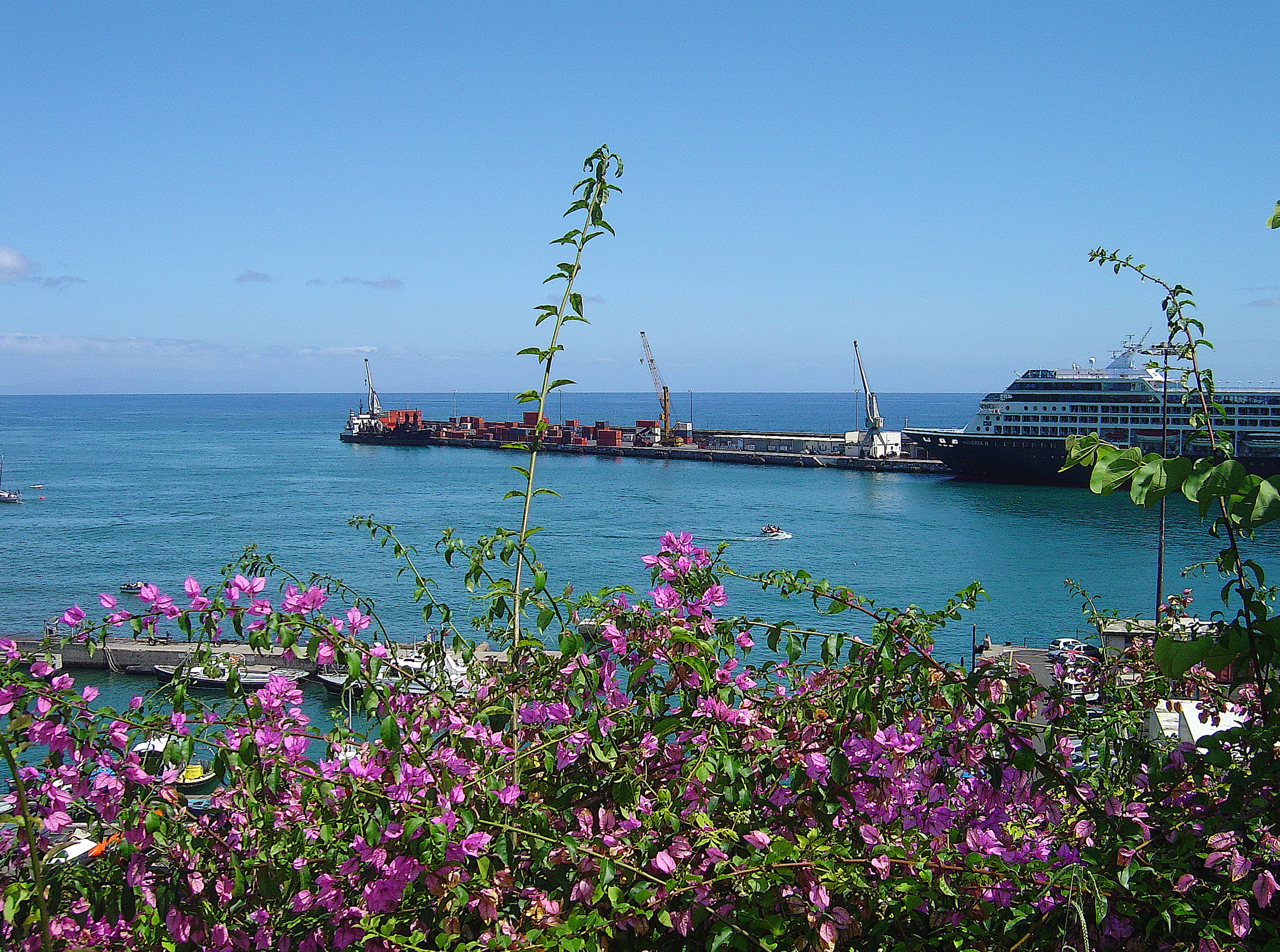
Puerto de Funchal

- Puerto de FunchalAmpliación del Puerto de Funchal (Isla de Madeira, 1961)
- Dique seco de la Lisnave (Almada)
- Astillero Naval de la Setenave (Setúbal)
- Ampliación del Puerto de La Guaira (Venezuela)

Infraestructuras ferroviarias
- Estación del Oriente (Lisboa, 1998)
- Varias líneas y estaciones del Metro de Porto (Porto, 2003 - 2004)

Otros proyectos
- Torre Vasco da GamaTorre Vasco da Gama (Lisboa, 1998)
- Estádio da Luz (Lisboa, 2003)
- Estádio do Dragão (Porto, 2003)

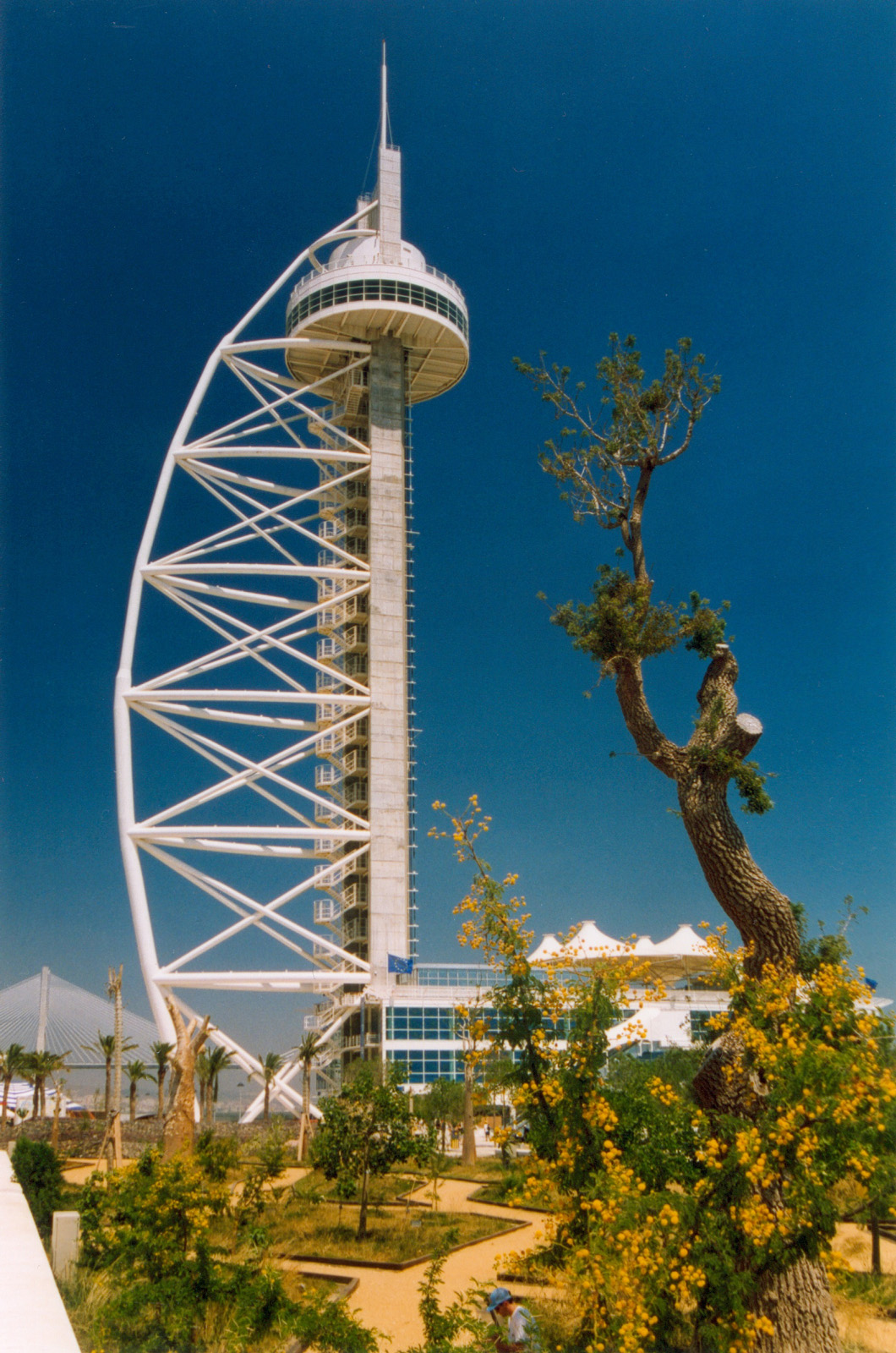
Torre Vasco da Gama

- Estádio do Bessa XXI (Porto, 2003)
- Estádio Algarve (Faro, 2003)
- Estádio Dr. Magalhães Pessoa (Leiría, 2003)
- Casa da Música (Porto, 2005)
- Iglesia de la Santísima Trinidad (Fátima, 2007)
- Maternidad Lucrécia Paim (Luanda, 2008)
- Clínica Girasol Lucrécia Paim (Luanda, 2008)